# Russells paradox
Russellparadoxen eller Russells paradox, (efter Bertrand Russell som upptäckte den), visar att den till synes naturliga och självklara abstraktionsprincipen ger upphov till motsägelser i mängdteorin. Russell upptäckte detta 1901 under läsning av första bandet av Gottlob Freges Grundgesetze. Russell meddelade Frege detta, varpå Frege gjorde ett tillägg i slutet på andra bandet av Grundgesetze där han skriver "En större olycka kan knappast drabba en vetenskaplig författare än att få en av grunderna för sitt verk raserad, när verket själv fullbordats".
Ett populärt exempel på paradoxen är följande: En manlig barberare i en by rakar precis alla män som inte rakar sig själva. Frågan är: Rakar barberaren sig själv? Om barberaren rakar sig själv så rakar barberaren en man som rakar sig själv och detta går i strid mot definitionen och därför kan han ej raka sig själv. Men om barberaren inte rakar sig själv så är han en man som ej rakar sig själv och följaktligen måste han rakas av barberaren – alltså måste barberaren raka sig själv.
Formellt uttrycks paradoxen som följer. Abstraktionsprincipen säger att för varje egenskap A kan vi bilda mängden av alla objekt som har denna egenskap. Beteckningen {x : A(x)} betyder mängden av alla x som har egenskapen A. Om till exempel egenskapen G är egenskapen att vara grön så är {x : G(x)} mängden av alla gröna objekt. 
Bilda nu, med hjälp av abstraktionsprincipen, mängden {x : ¬(x∈x)}, dvs mängden av alla x som inte är element i sig själva. Låt oss kalla denna mängd för S. Gäller S∈S? Om svaret är ja innebär det att S har egenskapen att inte tillhöra sig själv eftersom alla element i S har denna egenskap. Detta stämmer inte om S∈S. Alltså kan inte S∈S gälla. Men ¬(S∈S) kan inte heller gälla eftersom då har S egenskapen som gör att den kvalificerar som medlem i S samtidigt som satsen ¬(S∈S) säger att S inte tillhör S. Detta motsägelsefulla resultat är Russells paradox. Felet ligger i att vi antog abstraktionsprincipen helt oinskränkt för vilka egenskaper som helst. Egenskapen för vilken mängden S bildades var ju "att inte tillhöra sig själv".
I konkret logik kan paradoxen härledas formellt enligt följande. Låt S beteckna mängden av alla mängder som inte innehåller sig själv. Anta att S innehåller sig själv. Av definitionen av S följer då att S är en mängd som inte innehåller sig själv. Men om S inte innehåller sig själv så kvalificerar S in i S som en mängd som inte innehåller sig själv, och följaktligen innehåller S sig själv.
Slutsatsen av paradoxen är att abstraktionsprincipen uppenbarligen är alldeles för liberal. Den tillåter bildandet av mängder som ger upphov till motsägelser. I en axiomatisk mängdteori kan därför inte abstraktionsprincipen ingå som axiom.  I Zermelo–Fraenkels mängdteori (ZFC) ersätts abstraktionsprincipen med delmängdsaxiomet. Detta axiom är något mindre liberalt med vilka mängder vi får bilda. Den ursprungliga lösningen på problemet var dock Russells egen typteori, men denna har numera nästan övergivits eftersom den gav upphov till andra svårigheter.